# أيسا هويز
أيسا هويز (بالهولندية: Isa Hoes)‏ هي ممثلة هولندية، ولدت في 13 يونيو 1967 بلايدن في هولندا.

## وصلات خارجية
- أيسا هويز على موقع IMDb (الإنجليزية)
- أيسا هويز على موقع ميوزك برينز (الإنجليزية)
- أيسا هويز على موقع أول موفي (الإنجليزية)
- أيسا هويز على موقع ديسكوغز (الإنجليزية)
- أيسا هويز على موقع قاعدة بيانات الفيلم (الإنجليزية)
- أيسا هويز على موقع كينوبويسك (الروسية)
- أيسا هويز على موقع ANN person (الإنجليزية)